# Școala de Rock
Școala de Rock (engleză School of Rock) este un serial de televiziune american de comedie muzicală dezvoltat de Jim Armogida și Steve Armogida care a fost difuzat pe Nickelodeon între 12 martie 2016 și 8 aprilie 2018. Serialul se bazează pe filmul cu același nume din 2003 și are în rolurile principale pe Breanna Yde, Ricardo Hurtado, Jade Pettyjohn, Lance Lim, Aidan Miner, Tony Cavalero și Jama Williamson.